# 亞爾夫海姆
亞爾夫海姆（Álfheim），是北歐神話中的一個地名，意指「精靈的家」（abode of the Álfar），推測屬於神話中提到的九個世界之一。在北歐神話中，為白精靈的住所。也以 Elfland 或 Elfenland 出現在英國歌謠中。
另外也是瑞典語中布胡斯省的古稱。

## 在虛構作品中
- 在《刀劍神域》之中，作為ALO的故事背景
- 在PS3遊戲《光明之響》之中，作為劇情背景
- 在电子遊戲《戰神》之中，作為可供探索的遊戲地圖之一

## 相關
- 世界之树